# Џин Амдал
Џин Мајрон Амдал (Фландру, 16. новембар 1922 — Пало Алто, 10. новембар 2015) био је амерички рачунарски архитекта и високотехнолошки предузетник, углавном познат по свом раду на рачунарима мејнфрејм у ИБМ-у, а касније и сопственим компанијама, посебно у Корпорацији Амдал (енгл. Amdahl Corporation). Он је формулисао Амдалов закон који наводи основно ограничење паралелног рачунања.

## Детињство и образовање
Амдал је дете имиграната Норвешког и Шведског порекла рођен у Фландрeу, Јужна Дакота. Након служења у морнарици током Другог светског рата, дипломирао је инжењерску физику на Државном универзитету Јужна Дакота (енгл. South Dakota State University) 1948. Отишао је да студира теоријску физику на Универзитету Винсконсин-Медисон код Роберта Г. Сакса (Robert G. Sachs).Међутим, 1950. године, Амдал и Чарлс Х. „Чарли” Дејвидсон (Charles H. "Charlie" Davidson), колега проф. др са департамана за физику, обратили су се Харолду А. Питерсону (Harold A. Peterson) са идејом дигиталног рачунара. Амдахл и Дејвидсон су добили Питерсонову подршку, а и колеге професора електротехнике Винсента Ц. Рајдаута (Vincent C. Rideout) који их је охрабрио да направе рачунар јединственог дизајна. Амдал је докторирао на Универзитету Вискоин - Мадисон 1952. године тезом „Логички дизајн дигиталног рачунара средње брзине” и створио свој први рачунар Вискоин интегрално синхронизовани рачунар (енгл. Wisconsin Integrally Synchronized Computer - WISC). Затим је у јуну 1952. године отишао на место у ИБМ-у. Гене Амдал је такође у сродству са бившим главним судијом Врховног суда у Минесоти, Дугласом К. Амдалом (Douglas K. Amdahl).

## ИБМ и Амдалове године
У IBM-у Амдал је радио на ИБМ-у 704, ИБМ-у 709, а затим на пројекту Stretch, који је основан на ИБМ-у 7030. Напустио је ИБМ у децембру 1955, али се вратио у септембру 1960 (након што је радио у Рамо-Вулдриџу и Аеронитронику). Дао је отказ због фрустрације коју је осећао према бирократској структури организације. У интервјуу који је говорио 1989. за Чарлс Бебиџ институт, осврнуо се на ово: 
Па, оно што сам осећао, било је да са таквом врстом организације нећу имати контролу над оним што желим да радим у било којем тренутку у будућности. Биће то више бирократска структура. Ја ћу радити у једној области и то је све што ћу од искуства стећи. И одлучио сам да не желим да имам такав начин живота. Није само Денвел утицао на то. Био је то темељ на којем је та структура створена. Нећу се уклопити.
По повратку постао је главни архитекта у ИБМ систему/360 и именован је за ИБМ колегу 1965, постао је шеф АЦС лабораторије у Менло парку у Калифорнији. Поново је напустио ИБМ у септембру 1970, након што су његове идеје за развој рачунара биле одбијене, основао је Амдал корпорацију у Синвејлу у Калифорнији, уз помоћ Фуџицуа.
Такмичећи се са ИБМ-ом на главном тржишту, компанија је произвела компатибилне утикаче, испоручивши своју прву машину 1975. Амдал 470В/6 је јефтинија, поузданија и бржа замена за систем 370/168. Куповином Амдал 470 и периферних уређаја компатибилних с утикачем од других произвођача, купци су могли да покрену С360 и С370 апликације без куповине стварног ИБМ хардвера. Амдалов софтверски тим развио је ВМ/ПЕ (виртуелну машину/побољшање перформанси) софтвер дизајниран да оптимизује перформансе од ИБМ-овог МВС оперативног система док ради под ИБМ-овим оперативним системом. До 1979. Корпорација Амдал је продала преко милијарду америчких долара од В6 до В7 радњи и имала преко 6000 запослених широм света. Корпорација је дистрибуирала ИБМ-прекидач компатибилан са предњим процесором као и дискове високог перформанса, оба развијена од стране Фуџицу инжењера.
На Пролећној заједничкој рачунарској конференцију, Амдал, заједно са још три рачунарска архитекта од којих је најпознатији ИЛИАК IV од архитекте Даниела Слотник, укључио се у дискусију о будућим архитектонским трендовима. Амдал је тврдио, усмено и на три написане странице, о ограничењима перфоманси у било којој посебној функцији или режиму који је уведен за нове машине. Ово је довело до два закона (главног и споредног), везани за перформанс рачунара у погледу секвенцијалне и паралелне обраде. Ови аргумемти се настављају и данас.

## 1979. - 2015.: предузетник
Амдал је напустио своју истоимену компанију августа 1979. да би основао Трилоџи Системс, заједно са својим сином Карлом Амдалом и Клифордом Маденом. Са новчаним средедствима од више од 200 милиона америчких долара, циљ Трилоџија је био да дизајнира интегрисано коло за још јефтиније мејнфрејм рачунаре. Међутим, производња тог кола је убрзо пропала након јавне понуде од 60 милиона америчких долара, након чега се компанија фокусирала на производњу своје ВЛСИ технологије. Након пропада пројекта 1985. године, компанија се спојила са компанијом Елкси. Елкси такође није била веома успешна, па је Амдал напустио 1989, да би се посветио свом наредном подухвату, Андор Интернашналу, фирми коју је основао још 1987. године. Циљ Андора је био да се пробије на тржиште мејнфрејм рачунара средње величине, користећи унапређене методе производње које је развио један од запослених, Роберт Ф. Браун, да би се направиле мање и ефикасније машине. Проблеми у производњи и велика конкуренција на тржишту су компанију довеле до бакрота 1995. године.
Амдал је основао Комершал Дата Серверс 1996. године, опет у Санивејлу, и опет производећи машине сличне мејнфрејм рачунарима, али са друге стране са процесорима који се много болје хладе који су дизајнирани и циљани ка мањим системима. Једна таква машина из 1997. звала се EСП/490, унапређење ИБМ-ове П/390 из фамилије Систем/390. Од тада, комапанија је променила своје име и фокусирала се на нешто друго. Под називом Ексбриџ Системс, компанија сада производи софтвер који скенира базе података мејнфрејм рачунара и табеле у потрази за осетљивим информацијама, као што су бројеви кредитних картица и друге идентификационе бројеве. Међутим, од 2005. године, Ексбриџов вебсајт није набрајао Амдала као члана њиховог управљачког тима.
Новембра 2004. године, Амдал је био постављен у одбору саветника компаније Масивели Паралел Текнолоџиз. Преминуо је 10. новембра 2015. године у Пало Алту, Калифорнија, од пнеумоније, шест дана након његовог 93. рођендана. Такође је имао Алцхаимерову болест последње године свог живота.

## Награде
Амдал је именован за ИБМ-овог сарадника 1965. године, постао је члан Националне инжењерске академије 1967. године, а признат је као стогодишњак на Универзитету Јужна Дакота 1986. године. Има бројне награде и патенте у своје заслуге и добио је почасне докторатe од његова два алма матера и две друге институције.
Амдал је 1979. године изабран за угледног сарадника британског рачунарског друштва (ДФБЦС), а 1983. године Амдал је награђен Меморијалном наградом Хари Х. Гуд од стране ИЕЕЕ компјутерског удружења у знак признања за његов изванредан допринос у великој размери у дизајну, примени и производњи рачунара високих перформанси.
Године 1998. постављен је за члана Музеја историје рачунара за његов темељни рад у рачунарској архитектури и дизајну, управљању пројектима и вођству.
У новембру 2007. године Амдалу је додељена награда за пионирско достигнуће СИГДА. Свечана вечера у његову част садржала је кратак разговор Амдала о његовој каријери и панел дискусију о будућности паралелне обраде. Међу панелистима је био Џон Густафсон (познат по Густафсоновом закону). Разговор и дебата били су снимљени на видео снимку и доступни су путем веб странице СИГДА и дигиталне библиотеке АЦМ.